# Terilekst
Terilekst is de artiestennaam van de Nederlandse rapper/producer/illustrator/grafisch vormgever Dennis van der Meijden (Ede, 22 mei 1979). Terilekst staat er om bekend voornamelijk Nederlandse samples en breaks te gebruiken in zijn producties.

## Biografie
Dennis van der Meijden verhuisde in 1990 naar Duitsland waar hij in aanraking kwam met hiphop. Hij danste daar in de Duitse rapgroepen Quest of B en True Color Nation. Later verhuisde hij naar Venray waar hij Nederlandstalig ging rappen en beats maakte. Bij Spacekees nam hij zijn nummers op en in 1999 verscheen het promoalbum Voor de Medevens in eigen beheer. Het gelegenheidsduo SpaceKees & Terilekst stond in 2001 in de finale van de Grote Prijs van Nederland.
In 2005 kwam album SpaceKees & Terilekst uit op Redrum Recordz en de single 'Ik wil een meisje' werd een bescheiden hit. In 2006 verschijnt Jiggy Djé's debuutalbum Noah's Ark waarvoor Terilekst de productie heeft gedaan, inclusief een gastrap op het nummer 'Equinox'.
Samen met Tenshun en Jiggy Djé vormt hij de groep Kohfie Konnect. Het album Terilekst presenteert: Kohfie Konnect HETISZOVER wordt in 2008 uitgebracht. Terilekst produceert de tracks en rapt mee op 'De Echtste' en 'Geef Me Je Hand'.
Als producer/rapper heeft Terilekst over de jaren heen verschillende gastbijdragen geleverd aan projecten van andere artiesten. Meest opvallend zijn twee samenwerkingen met Extince: "Euro Express", waar hij in het Duits rapt en de beat voor het nummer "5%" met MC Miker G. Recent maakte hij een remix van Anouk's "Three Days In A Row" waar ook haar ex-vriend Unorthadox op te horen is.

## Televisie en film
Terilekst maakte onder meer de leadermuziek voor het programma URBNN (3e seizoen, 2008) en het grootste deel van de muziek voor de film Fatcap Express (regisseur: Danny "KAS" Stolker).

## Ontwerpen
Naast muziek houdt Terilekst zich ook bezig met illustreren en grafische vormgeving. Hij heeft o.a. single/album/dvd-hoezen ontworpen voor Raymzter, DAC, VSOP, Brainpower, Excellent, Deams & Big Daddy Kane

## Discografie

### Albums
| Album met eventuele hitnotering(en) in de Nederlandse Album Top 100 | Datum van verschijnen | Datum van binnenkomst | Hoogste positie | Aantal weken | Opmerkingen |
| ------------------------------------------------------------------- | --------------------- | --------------------- | --------------- | ------------ | ----------- |
| Noah's Ark                                                          | 2006                  | 14-10-2006            | 75              | 1            |             |
| De Ark de Triomf                                                    | 2009                  | 25-04-2009            | 32              | 2            |             |

| Jaar | Artiest                               | Titel                 | Medium         | Opmerkingen                               |
| ---- | ------------------------------------- | --------------------- | -------------- | ----------------------------------------- |
| 2020 | Terilekst                             | groot                 | LP             | instrumentaal                             |
| 2016 | Terilekst                             | Turquoise             | LP             | instrumentaal                             |
| 2009 | Jiggy Djé                             | De Ark De Triomf      | cd             | bijdrage: 8 beats                         |
| 2008 | Terilekst presenteert: Kohfie Konnect | HETISZOVER            | cd/dubbelelpee | bijdrage: alle beats + 2 verses           |
| 2006 | Jiggy Djé                             | Noah's Ark            | cd             | bijdrage: Alle beats + verse op 'Equinox' |
| 2005 | Spacekees & Terilekst                 | SpaceKees & Terilekst | cd             | bijdrage: Raps, en op 1 na alle beats.    |
| 1999 | Terilekst                             | Voor de Medevens      | promoalbum     |                                           |

### 12"
| Jaar | Artiest    | Titel                                      | Medium        | Opmerkingen                                                 |
| ---- | ---------- | ------------------------------------------ | ------------- | ----------------------------------------------------------- |
| 2004 | Terilekst  | 'Turrietorium'                             | 12"           | DJ Snelle Jelle split-12" met VSOP - 'Letterlijk de illste' |
| 2003 | Terilekst  | 'Goudkoorts'                               | 12"           | plus: 'Afgezaagd' en 'Jou & Jou' feat. Tenshun              |
| 2003 | Brainpower | 'Schreeuwetuit'/'De Volgende Straat'       | single-cd/12" | verse op 'De Volgende Straat'                               |
| 2002 | Terilekst  | 'Personalities'/'Lovely' (feat. Rfx & CIA) | single-cd/12" | "Personalities" (raps/beat/productie)                       |
| 2001 | Castro     | 'Herfst 2057'/'Eens'                       | 12"           | beat/productie + verse op 'Eens'                            |

### Singles
| Single met eventuele hitnotering(en) in de Nederlandse Top 40 | Datum van verschijnen | Datum van binnenkomst | Hoogste positie            | Aantal weken | Opmerkingen                                       |
| ------------------------------------------------------------- | --------------------- | --------------------- | -------------------------- | ------------ | ------------------------------------------------- |
| Ik Wil Een Meisje                                             |                       | 04-06-2005            | 2 (Tipparade), 33 (top100) | 6            | met SpaceKees                                     |
| Three Days In A Row                                           | 28-08-2009            | 21-08-2009            | 1 (Alarmschijf)            | 16           | track 2 op de single-cd: Official Terilekst Remix |

### Overig werk
- 2009 - Smoelwerk - De Ontwikkeling van Hip Hop in Nederland 1999-2009 -

SpaceKees & Terilekst "Vreemde Vogels" (raps&beat) & Jiggy Djé "Ik Schijn" (beat) (CD)
interviews (DVD/BOEK)
- 2009 - Anouk - Three Days In A Row (single) - Track 2: Unorthadox feat. Anouk 'Three Days In A Row' (Terilekst Remix) (EMI)
- 2008 - DJ MP - Rotterdam Mixtape (cd): beat: 'Meest favoriet' (van Dion)
- 2008 - Excellent - Ex-facta (cd): beat: 'KonnEx level'
- 2008 - Spacekees - Meer Ruimte (cd): beats: 'Bitch!' en 'Teveel drugs'
- 2008 - NPS - URBNN (ex-state TV): 3e seizoen beat
- 2008 - v.a. - Fatcap Express (mixtape op cd): beats: 'Let Em Know' (van Dox) en 'Je kent me wel' (van Kas)
- 2008 - Fatcap Express (dvd): merendeel van de muziek en de beats
- 2007 - Soul:ID - exclusieve promotrack 'I Can't Deny': beat
- 2007 - Extince - Toch? (cd/dubbelelpee): beat (met MC Miker G)
- 2006 - Tim - Bloed, Zweet & Tranen (cd): beat: 'Laat me niet lachen'
- 2006 - v.a. - Bolletjes blues soundtrack (compilatie-cd): beat: 'Verleiding'
- 2006 - Excellent - Ex-Calibur (cd): vier beats
- 2005 - Spacekees & Terilekst - 'Ik wil een meisje'/'Niemand' (cd-single)(samen met Jiggy Djé & Unorthadox)
- 2005 - v.a. - We hebben maar een paar minuten tijd - Een Hommage aan Herman van Veen (cd): beat: 'Hetzelfde liedje'
- 2005 - Terilekst - 'Schouderklopje' met Perquisite (exclusief online)
- 2004 - Extince - 2de Jeugd (cd/dubbelelpee): 'Euro Express'(Duitse verse)
- 2004 - VSOP - Huiswerk (cd): beat: 'VEE ES OOW PEE'
- 2004 - Kas - SpiegelReflex (cd): vier beats
- 2003 - Frontline - Certified Bangers (cd): vier beats
- 2003 - Castro - Shockgolf (cd/dubbelelpee): beat en raps: 'Stroopwafels' en beat en verse op 'Rappers hier'
- 2003 - v.a. - Alle 18 dope (tv-cd, EMI/Top Notch): 'De overstroming' (met Spacekees)
- 2002 - Homegrown - Dope Dutch Hip Hop Talent (cd, NPI/Top Notch): 'De overstroming' (met Spacekees) en 'Rond de tafel' (met Kas & Spacekees)
- 2002 - Terilekst - 'Die al gedownload?!' (exclusief online)
- 2002 - 3voor12XL radioshow: 'Terilekst-stationcall': beat en raps
- 2002 - v.a. - NuClear Family (album): verse op 'Contradicties'
- 2001 - v.a. - Personal Revolutions (cd): 'Goede Voornemens' (met Kas en Spacekees)
- 2000 - DJ Krylon - Fo Da Heads pt.3 (mixtape): 'Rap recent' (met Spacekees)
- 2000 - Spacekees - 30 tracks (promo): beat: 'Ziektig' en beat en verse op 'NuJax Radio'